# Ulla Olsson
Ulla Olsson, senare Ekblom, född 13 augusti 1943, är en svensk före detta friidrottare (längdhoppare och mångkamp). Hon tävlade för Mariestads AI. Hon utsågs år 1966 till Stor Grabb/tjej nummer 237.
År 1965 vann Olsson vid de Nordiska Mästerskapen guld i längdhopp.